# Eltaninactis
Eltaninactis is een geslacht van zeeanemonen uit de klasse van de Anthozoa (bloemdieren).

## Soorten
- Eltaninactis infundibulum Dunn, 1983
- Eltaninactis psammophora of Eltaninactis psammophorum Sanamyan, 2001